# Húc Động
Húc Động là một xã thuộc huyện Bình Liêu, tỉnh Quảng Ninh, Việt Nam.
Xã Húc Động có diện tích 49,8 km², dân số năm 2014 là 2650 người, mật độ dân số đạt 53,2 người/km².